# Південна ндебеле
Півде́нна ндебе́ле (іноді також Ісіндебеле, Ндебеле) — мова групи Банту, належить до підгрупи нґуні, поширена головним чином в Південно-Африканській Республіці серед народності ндебеле, одна з 11 офіційних мов ПАР.